# 劉珈后
劉珈后，台灣京劇與崑曲演員，國光劇團旦角演員。梅葆玖在台灣第二位弟子。

## 戲曲生涯
國光藝校五期畢業，1998年加入國光劇團，師承劉鳴寶、畢正琳、胡陸蕙、劉海苑、魏海敏、周雪雯、張毓文、沈世華。原唱張派青衣，結識陳正薇後開始鑽研梅派藝術，2014年拜師梅葆玖成為其在台灣第二位弟子。

## 作品
擅演劇目：《霸王別姬》、《貴妃醉酒》、《穆柯寨》、《棋盤山》、《白蛇傳》、《紅鬃烈馬》等（以上京劇）。《占花魁》、《牡丹亭》、《百花贈劍》、《百花點將》等。近期代表作品：《繡襦夢》《長生殿》（以上崑劇）。
MV出演：李榮浩〈裙姊〉

## 學歷
佛光大學藝術學研究所畢業，現就讀東吳大學中文系博士班。